# Nice Métropole Côte d’Azur
Das Team Nice Métropole Côte d’Azur ist ein französisches Radsportteam mit Sitz in Nizza.
Das Team ist seit der Saison 2022 im Besitz einer Lizenz als UCI Continental Team und nimmt vorrangig an den französischen Rennen der UCI Europe Tour sowie Rennen des nationalen Kalenders teil. Die Mannschaft ist aus dem französischen Verein Sprinter Nice Métropole hervorgegangen, der seit 1963 im Radsport aktiv ist und in der Saison 2021 als Verein bereits fünf Erfolge auf der UCI Europe Tour erzielen konnte.
Hauptsponsoren des Teams sind die Métropole Nice Côte d’Azur und die Stadt Nizza selbst.

## Saison 2025
Mannschaft
| Teamkader 2025           | Teamkader 2025     | Teamkader 2025 | Teamkader 2025                             |
| Name                     | Geburtsdatum       | Land           | Vorheriges Team                            |
| ------------------------ | ------------------ | -------------- | ------------------------------------------ |
| Melvin Crommelinck       | 7. Dezember 2004   | Frankreich     | AG2R Citroën U23 Team (2023)               |
| Damien Girard            | 14. Dezember 2001  | Frankreich     | CC Nogent-sur-Oise (2022)                  |
| Noah Knecht              | 14. November 2000  | Frankreich     | Vendée U Pays de la Loire (2023)           |
| Alexander Konijn         | 15. Oktober 1999   | Niederlande    | AVC Aix-en-Provence (2023)                 |
| Andrea Mifsud            | 28. Mai 1999       | Malta          | Swiss Racing Academy (2021)                |
| Axel Narbonne-Zuccarelli | 31. Mai 1998       | Frankreich     | AVC Aix-en-Provence (2022)                 |
| Andrei Carbunarea        | 25. April 2005     | Rumänien       | Lotus Team (2024)                          |
| Carter Guichard          | 16. September 2008 | Australien     | Decathlon AG2R La Mondiale U19 Team (2024) |
| Jaakko Hänninen          | 16. April 1997     | Finnland       | Decathlon-AG2R La Mondiale (2024)          |
|                          |                    |                |                                            |
| Quelle: ProCyclingStats  |                    |                |                                            |

Erfolge
| Siege | Siege  | Siege | Siege  | Siege  | Siege |
| Datum | Rennen | Staat | Klasse | Sieger |       |
| ----- | ------ | ----- | ------ | ------ | ----- |

## Erfolge pro Saison
| Rennserie                 | 2021 | 2022 | 2023 | 2024 |
| ------------------------- | ---- | ---- | ---- | ---- |
| UCI ProSeries             | -    | -    | -    | -    |
| UCI Continental Circuits  | 5    | -    | 1    | 5    |
| nationale Meisterschaften | -    | -    | -    | -    |

## Platzierungen in der UCI-Weltrangliste
| World Ranking | World Ranking | World Ranking             | World Ranking |
| Jahr          | Teamwertung   | Einzelwertung             |               |
| ------------- | ------------- | ------------------------- | ------------- |
| 2022          | 122.          | Darel Christopher (819. ) |               |
| 2023          | 153.          | Paul Hennequin (1071. )   |               |
| 2024          | 114.          | Paul Hennequin (927. )    |               |
|               |               |                           |               |
| Quelle: UCI   |               |                           |               |